# Burger VC 99
Der Burger Volleyball Club 99 e.V. – kurz Burger VC 99, BVC99, BVC, oder auch als „Säbelzahnhasen“ bekannt, ist ein Volleyballverein aus der Kreisstadt Burg (bei Magdeburg) im Jerichower Land, in Sachsen-Anhalt.
Der Verein wurde 1999 gegründet, die Wurzeln des Vereins reichen jedoch bis in die Zeit der DDR zurück.
Aktuell spielt der Verein in der vierthöchsten Spielklasse des Deutschen Volleyball-Verbands (DVV), der Volleyball Regionalliga Nordost.

## Geschichte
Der Verein  wurde 1999 gegründet. Die Heimspielstätte des Vereins war bis zur Saison 2020/21 die Sporthalle Burg-Süd „Sporthölle“.
Aufgrund von Bauarbeiten sowie einer vollständigen Sanierung der Halle, wich der Verein in die, nach der ostdeutschen Radsport Legende Gustav Adolf „Täve“ Schur benannten, Sporthalle „Täve Schur“ aus. Täve Schur ist häufig bei Heimspielen des Vereins zu Gast. Bei Heimspielen finden sich regelmäßig zwischen 100 und 300 Fans in der Halle ein und auch zu Auswärtsspielen reisen regelmäßig ein gutes dutzend Fans dem Verein hinterher.
Die erfolgreichste Saison bestritt der Verein in der Saison 22/23, hier konnte man sich nach starker Leistung den 4. Platz in der Volleyball Regionalliga Nordost erarbeiten.

## Mannschaften

### 1. Herrenmannschaft
Die 1. Herrenmannschaft des BVC 99 spielt, seit dem Aufstieg in der Saison 2019/20 in der vierthöchsten deutschen Spielklasse, der Regionalliga Nordost des Deutschen Volleyball-Verbands.
| Position                | Spieler           | Rückennummer |
| ----------------------- | ----------------- | ------------ |
| Zuspieler               | Moritz Räcke      | 5            |
| Zuspieler               | Brijan Beck       | 12           |
| Libero                  | Janek Pukall      | 7            |
| Libero                  | Carsten Graßhoff  | 2            |
| Außenannahme            | Christian Fink    | 1            |
| Außenannahme            | Max Groß          | 3            |
| Außenannahme            | Stefan Mosig      | 22           |
| Diagonal / Außenannahme | Markus Liebscher  | 13           |
| Diagonal / Außenannahme | Leon Grünke       | 18           |
| Diagonal                | Georg Blum        | 11           |
| Mittelblock             | Till Räcke        | 9            |
| Mittelblock             | Nico Pfeil        | 13           |
| Mittelblock             | Patrick Baldeweg  | 15           |
| Mittelblock             | Stephan Bittigkau | 8            |
| Mittelblock             | Arne Brendel      | 33           |

### Ehemalige Spieler
- Alexander Behr (Ruhestand)
- Christoph Grothe
- Florian Ogrodowzyk (Burger VC 99 II)
- Jan Seeger (PSV 90 Dessau Volleys)
- Johannes Klose
- Markus Ogrodowzyk (Burger VC 99 II)
- Marco Braun
- Sebastian Behr (Ruhestand)
- Sören Lambrecht (Ruhestand)

### Saisonergebnisse
- Saison 2020/21: 10. Platz Regionalliga Nordost (Abbruch der Saison nach drei Spieltagen aufgrund der Corona-Pandemie)
- Saison 2021/22: 7. Platz Regionalliga Nordost
- Saison 2022/23: 4. Platz Regionalliga Nordost
- Saison 2023/24: 5. Platz Regionalliga Nordost

### Weitere Mannschaften
- 2. Herrenmannschaft
- 3. Herrenmannschaft
- Damenmannschaft
- Seniorenmannschaft
- Jugendmannschaft (U14-U20 M)
- Jugendmannschaft (U14-U20 W)
- Sportgruppe (7–10 Jahre)

## Auszeichnungen und Erfolge
- 2024 – U11, U14, U15, U16 Landesmeister Sachsen-Anhalt
- 2023 – U14, U15 Landesmeister Sachsen-Anhalt[5][6]
- 2022 – U14 Landesmeister Sachsen-Anhalt
- 2019/20 – Aufstieg in die Volleyball Regionalliga Nordost
- 2015 „Stern des Sport“ in Silber für Projekt „Bewegte Kinder – Bewegung fängt im Kopf an“[7][8]
- 2008/09 – Aufstieg in die Volleyball Landesoberliga Sachsen-Anhalt